# Sèvres
Sèvres là một xã trong vùng đô thị Paris, gần lâu đài Versailles thuộc tỉnh Hauts-de-Seine, vùng hành chính Île-de-France của nước Pháp, có dân số là 22.700 người (thời điểm 1999).

## Các thành phố kết nghĩa
- Wolfenbüttel, Đức
- Mount Prospect, Illinois, Hoa Kỳ
- Maracineni, România

## Những người con của thành phố
- Leon Brillouin, nhà vật lý học
- Constant Troyon, họa sĩ